# Dead Body Collection
Dead Body Collection war ein, von 2009 bis 2016, aktives Harsh-Noise-Wall-Projekt aus Belgrad. 

## Geschichte
Muzafer Useinov initiierte Dead Body Collection 2009 und debütierte ein Jahr später mit Post-Mortem Examination über Toxic Industries. Er führte das Projekt bis zur Auflösung im Jahr 2016 fort. Insgesamt veröffentlichte Dead Body Collection über 100 Aufnahmen, darunter Livemitschnitte, Split-Veröffentlichungen, Kompilationen und Alben. Mit Deadline Recordings von Richard Ramirez, Signora Ward Records, Urashima, RRRecords, Vomit Bucket Productions, Satan’s Din, Monolithische Aktion, Peripheral Records, Turgid Animal und anarchofreaksproduction kooperierte er dazu mit unterschiedlichen Labeln der Noise-Szene. Zu den Veröffentlichungen zählten einige Split-Veröffentlichungen und Kollaborationen mit anderen bekannten Interpreten des Noise und Post-Industrial wie Werewolf Jerusalem, Vomir, Smrznik, Government Alpha, Die Reitenden Leichen oder The Rita. Hinzukommend veröffentlichte Dead Body Collection mit Maggotkind eine Audio-DVD-R mit beinah sieben Stunden Spielzeit, die gemeinhin, als eine der, wenn nicht die längste HNW-Solo-Veröffentlichung gilt. Resümierend wurde Dead Body Collection zu den bekannten Namen der dritten Generation des Harsh Noise Wall gerechnet.

## Stil
Die Musik von Dead Body Collection entspricht mit „einer massiven, extrem ausgedehnten und strafend brutalen Lärmwand“ dem Harsh Noise Wall. Dead Body Collection variiert und verwebt die genutzten Textur und die grundlegende Struktur der rauschend-dröhnenden Klangwand nur geringfügig, durch statisches Ruckeln im Mix, tief bohrende Bordun-Textur oder einen leicht „hüpfend, strukturierten Ton“. Trotz solcher Variationen und Veränderungen bleibt die „Wand“ monumental und massiv als reiner und unverfälschter extremer Lärm bestehen.

## Diskografie (Auswahl)

### Alben
| 2010 - Post-Mortem Examination (Toxic Industries) - Nerves (Satan’s Din) - Dental Butchery (Endodontics Madness) (Vomit Bucket Productions) - Throat (Monolithische Aktion) - The Process (Sodoma Record) - Maggotkind (Ode To Dying Mankind) (DVDr, Sweet Solitude) - Stockings Bloody Stockings (Scorze Records) - Those Tiny Eyes Were Beautiful And...Dead (Turgid Animal) - A Quiet Place To Kill (Hatred And War Records) - Laryngeal Carcinoma (Nagrania Brutalnie Domowy) - Dead End Whoredom (Victimology Rec.) - Sarcomere (Smell The Stench, Disorderly Domain) - Stockings Bloody Stockings Part II (Sodoma Record) - Chromosomal Abnormality (Hum And Hiss Records) - Blunt Force Trauma (Breaching Static) | 2011 - I Slice Her Body, Over And Over (Jersey Flesh) - Dead Body Parts (5×MC, C90, Box-Set, HarshFuckedForLife Records) - Her Beautiful… Blood (Psych.KG) - Bacterial Pneumonia(Sweet Solitude) - She Is Like Winter… (Ikebukuro Dada) - Catoptrophobia (Sweet Solitude) - Recycled (RRRecords) - Ohne Titel (Inactivist Recordings) - Living Dead (Smell The Stench) - Trypanophobia (Selbstverlag) | 2012 - Nosocomephobia (Selbstverlag) - In Her Orbit, I Was Burned (Kafkex Rex) - Omicido (Selbstverlag) - The Rostov Ripper (Sweet Solitude) - Cold Love (Muzikaal Kabaal) - Paura (Sounding Session) - Vaginal Anomalies (Box-Set, Victimology Rec.) - Psychological Mechanisms (Selbstverlag) 2013 - The Rostov Ripper (Terror) - This Is My Home (Altar Of Waste) - Collezione Dei Corpi Morti (Total Black) - Mycobacterium Leprae (Victimology Rec.) - I Am In Hell (Trapdoor Tapes) - In My Skin (Selbstverlag) - Mental Martyrdom (Selbstverlag) | 2014 - Lessons From A Dissecting Table (silken tofu) - I Have No Regrets For A Woman Scorned (Compulsion Rites) - I Have Eternity To Know Your Flesh (Geräuschmanufaktur) - Witch’s Ashes Scattered By The Wind (Palinopsia Recordings) - The World Seems Less Terrible Because You Exist (Crud Archives) 2015 - Burial (In Memoriam) (Fusty Cunt) - Highway Of Tears (Autistic Campaign) - When An Angel Breaks (Palinopsia Recordings) 2016 - Maxima Vulva (Porn Noise Records) - Iatrogenic Effect (Ominous Recordings) |

### Split-Veröffentlichungen und Kollaborationen
| 2010 - Mit Watch Me When I Kill: Acrotomophilia / Bloodletting (A True Story) (H Series HNW) - Mit Bachir Gemayel: Snipers / Knives (Hoarse) - Mit Smrznik: Remains (Vomit Bucket Productions) - Mit Vomir: Burn Your Skin, I Like The Smell Of It / Le Peuple Des Miroirs (R.O.N.F. Records) - Mit Ataraxy: Walled In (Vomit Bucket Productions) - Mit Gigant: Dead Body Collection / Gigant (Suprematist Records) - Mit Vomir: Vomir / Dead Body Collection (Coffin Crawl Records) - Mit Å: Pus (4×CDr-Box-Set, anarchofreaksproduction) - Mit Werewolf Jerusalem: Dead Body Collection / Werewolf Jerusalem (Fusty Cunt) - Mit Concrete Threat, White Gimp Mask und Å: Death Metal (4×CDr-Box-Set, anarchofreaksproduction) - Mit Ekunhaashaastaack: Somnolence / L‘Homme En Noir (Slow Death Records) - Mit Gigant und Sturmgeschütz: Dead Body Collection, Gigant, Sturmgeschütz (Selbstverlag) | 2011 - Mit Mass Graves: They Will Return (Sweet Solitude) - Mit Svartvit: Wish I Could Operate On Her Again / Black Bloc (Scorze Records) - Mit Churner: A Body Was All That Was Left (Violent Noise Atrocities) - Mit Hour Of The Wolf, I Dreamt Of Her Beautiful Tentacles und Indch Libertine: Split (Sickcore) - Mit White Gimp Mask: White Gimp Mask / Dead Body Collection (WGM Tapes & Vinyl) - Mit Ascites: Tissue Damage (Breaching Static) - Mit Smrznik: Existence Is Fukte (Zvukovina) - Mit Wallkeeper und Blood Sacriifice: Space And Nature (Human Ignorance) - Mit Griz+zlor: Big Red One (Selbstverlag) - Mit Vomir, Vilgoc* und Nascitari: We Will Remove Your Body Interior (Ikebukuro Dada) - Mit Phantom Rib: Dead Body Collection / Phantom Rib (Violent Noise Atrocities) - Mit Small Hours: This Will Be Your Life Without You… (Victimology Rec.) | 2012 - Mit Ghost: Whore Of Babylon (Selbstverlag) - Mit Clive Henry: I Will Never Forget Her / VI (Selbstverlag) - Mit Government Alpha: Fragments Of Memory (Worthless Recordings) - Mit Gender Sabotage: Ohne Titel (H Series HNW) - Mit Static Mantra: Har Megiddo (Ikebukuro Dada) - Mit Museo Della Tortura: Dead Empty Space Between Us (Santos Productions) - Mit Carrion Black Pit: Ten Thousand Doors To Her (Muzikaal Kabaal) - Mit Werewolf Jerusalem und Vomir: Slashers Are Lurking From Behind The Corner (Urashima) 2013 - Mit Raven: Dead Body Collection / Raven (Forever Escaping Boredom) - Mit Horrible Mess: Dedicated To Nothing (USR Records) | 2014 - Mit Nightmare Castle und Fouke: Mythos And Lore (Altar Of Waste) - Mit Placenta Lyposuction: I Never Thought I Hurt Her So Much… / Reflections Of Decay (Narcolepsia) - Mit J.Adolphe: Deep Into The Halls (Geräuschmanufaktur) 2015 - Mit Die Reitenden Leichen: Predatory Instinkts Part One (Monolithische Aktion) - Mit SBTDOH: Dead Body Collection / SBTDOH (Shrouded Recordings) - Mit Radical Creation: Split (Virrash) - Mit Uitgeschakeld: Split (Palinopsia Recordings) 2016 - Mit J.Adolphe: Deep Into The Halls (Geräuschmanufaktur) - Mit Willowbrook: Dead Body Collection / Willowbrook (Signora Ward Records) - Mit Masturbatory Dysfunction: The Necrophiles (Geräuschmanufaktur) - Mit Fouke, Vomir und Sacred Climax: Monolithic Interference (Geräuschmanufaktur) |